# Pardosa chionophila
Pardosa chionophila är en spindelart som beskrevs av Ludwig Carl Christian Koch 1879. Pardosa chionophila ingår i släktet Pardosa och familjen vargspindlar. Inga underarter finns listade i Catalogue of Life.